# أكاستينات
الأكاستينات (الاسم العلمي:†Acastoidea) هي فوق فصيلة منقرضة من ثلاثيات الفصوص تتبع رتبة نظيرات عدسيات العيون.

## التصنيف
- فصيلة الأكاستيات
  - جنس الأكاست
  - جنس شوكية الردف